# Marktgraitz
Marktgraitz est une commune de Bavière (Allemagne), située dans l'arrondissement de Lichtenfels, dans le district de Haute-Franconie.